# Shiva Nazar Ahari

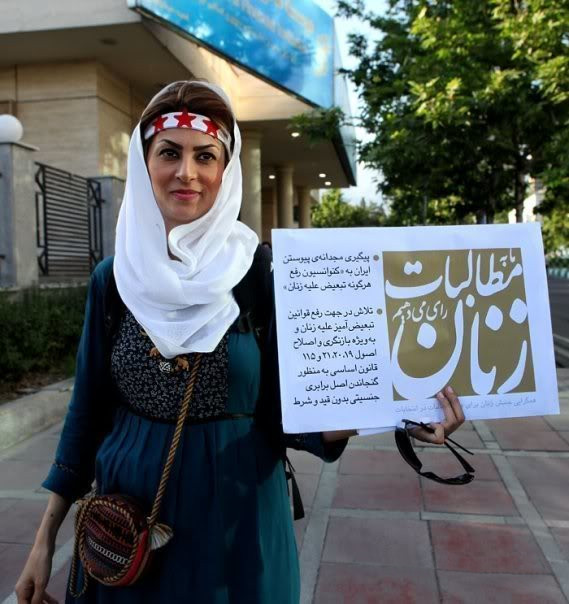
Shiva Nazar Ahari (2009)

Shiva Nazar Ahari (persisch شیوا نظر آهاری Schiwa Nazar Ahari; * 10. Juni 1984) ist eine iranische Menschenrechtsaktivistin, Journalistin und Bloggerin.

## Leben
Shiva Nazar Ahari ist Gründungsmitglied und war die Sprecherin des Studentenkomitees der Verteidigung politischer Gefangener und wurde in diesem Zusammenhang im August 2004 verhaftet und zu einer 5-jährigen Haftstrafe, von der vier Jahre zur Bewährung ausgesetzt wurden, verurteilt. Sie ist außerdem ein Mitglied des Komitees der Menschenrechtsberichterstatter. Am 14. Juni 2009 wurde sie zwei Tage nach den umstrittenen und von starken Protesten begleiteten Präsidentschaftswahlen in ihrem Haus verhaftet. Ihre Anwältin Shadi Sadr wurde am 19. Juli 2009 ebenfalls festgenommen und am 28. Juli im Rahmen einer von Ali Chamene’i verfügten Gefängnisschließung wieder freigelassen.
Am 21. Dezember 2009 wurde Ahari auf dem Weg nach Ghom zur Beerdigung von Großajatollah Hossein Ali Montazeri, einer wichtigen Figur im oppositionellen Lager, festgenommen. Ihr wurde das Anzetteln einer Verschwörung, das Abhalten von illegalen Versammlungen, Propaganda gegen das Regime, Störung der öffentlichen Ordnung sowie eine „Feindin Gottes“ zu sein, vorgeworfen. Auch wurde sie für die Unterstützung der Volksmudschahedin angeklagt, einer oppositionellen Organisation, die auf der Terrorliste der USA steht. Ahari bestritt alle Vorwürfe. Am 12. September 2010 wurde Ahari nach einer Zahlung von 395.000 Euro Kaution aus dem Evin-Gefängnis entlassen. Eine Woche später wurde sie zu sechs Jahren Haft und 76 Peitschenhieben wegen „staatsfeindlicher Aktivitäten“ verurteilt. Im Berufungsverfahren auf vier Jahre verkürzt, wurde sie von 2012 bis 2016 inhaftiert.
Bereits im März 2010 hatte die iranische Menschenrechtsanwältin und Frauenrechtlerin Shadi Sadr den Frauenpreis International Women of Courage Award des US-Außenministeriums Ahari gewidmet. Sadr nahm nicht an der Zeremonie teil und erklärte ihre Abwesenheit mit den Worten: „in der Hoffnung, dass meine Abwesenheit die Aufmerksamkeit der internationalen Gemeinschaft auf ihre schreckliche Situation richtet“.
Ahari ist eine der Initiatorinnen der 2007 ins Leben gerufenen „Eine Million Unterschriften“-Kampagne, die die Gleichstellung der Frauen im Iran vor dem Gesetz fordert.
Sie wurde am 17. April 2011 in Abwesenheit mit dem Theodor-Haecker-Preis geehrt.
Vermittelt durch das Internationale Netzwerk Städte der Zuflucht (ICORN) lebt Ahari seit Oktober 2018 in Ljubljana.